# 21952 Terry
21952 Terry è un asteroide della fascia principale. Scoperto nel 1999, presenta un'orbita caratterizzata da un semiasse maggiore pari a 2,4740171 au e da un'eccentricità di 0,1637254, inclinata di 2,76862° rispetto all'eclittica.
L'asteroide è dedicato alla studentessa statunitense Bailey Holly Terry.